# Peter Drobach
Peter Anthony Drobach (23 de novembre de 1890 - 24 de novembre de 1947) fou un ciclista estatunidenc, professional des del 1908 fins al 1922. Va destacar en les curses de sis dies on va aconseguir quatre victòries.

## Palmarès
- 1910
  - 1r als Sis dies de Buffalo (amb Alfred Hill)
- 1912
  - 1r als Sis dies de Buffalo (amb Paddy Hehir)
  - 1r als Sis dies de Newark (amb Paddy Hehir)
  - 1r als Sis dies d'Indianapolis (amb Paddy Hehir)